# L'intèrpret grec
L'intèrpret grec (anglès: The Adventure of the Greek Interpreter) és un dels 56 contes de Sherlock Holmes escrits per Sir Arthur Conan Doyle, és un dels 12 contes del cicle recollits com a Les memòries de Sherlock Holmes. La història es va publicar originalment al Regne Unit a The Strand Magazine i a Harper's Weekly als Estats Units el setembre de 1893. Aquesta història presenta el germà gran d'Holmes, Mycroft. Doyle va classificar "L'intèrpret grec"' en el dissetè lloc d'una llista de les seves dinou històries preferides de Sherlock Holmes.

## Trama

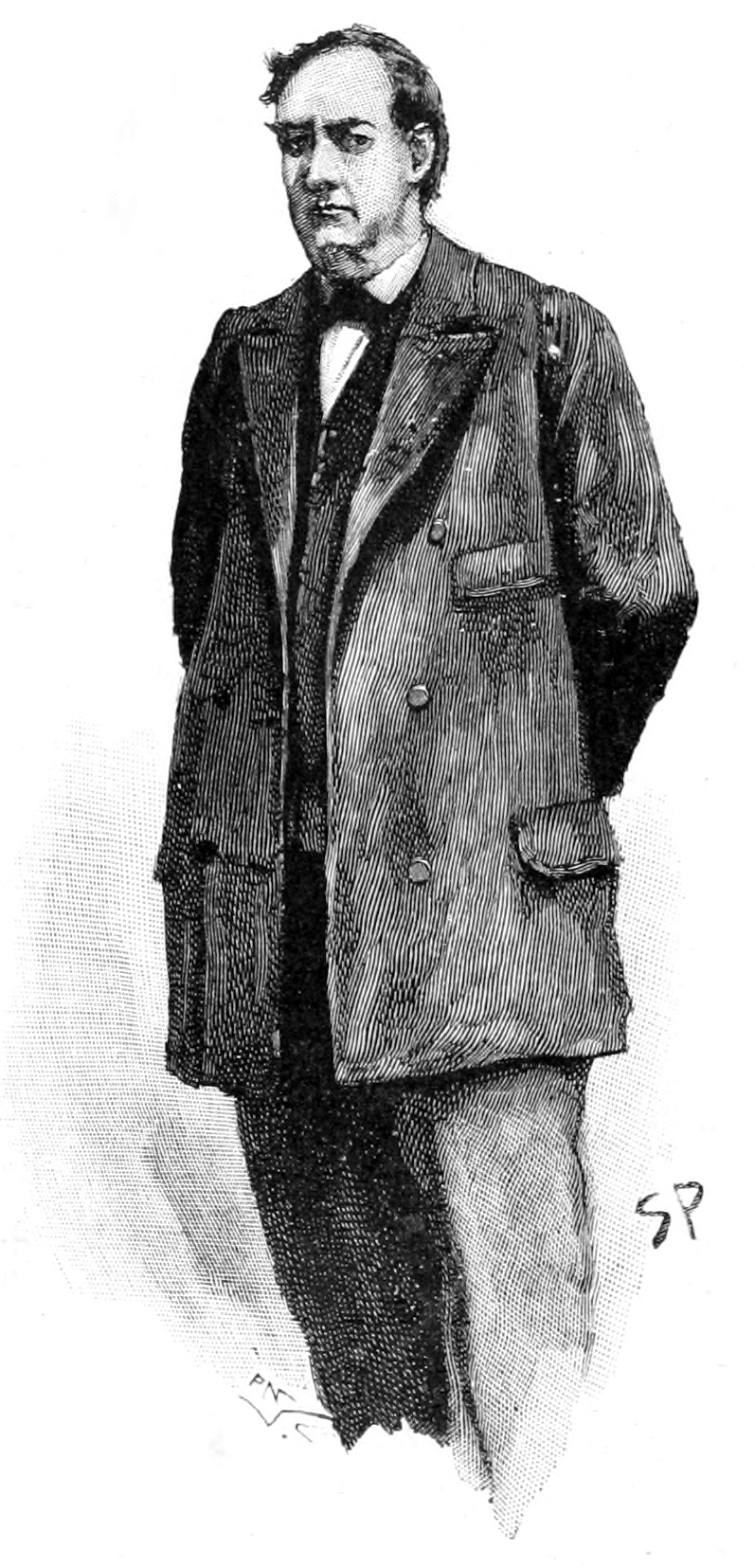
Mycroft Holmes, il·lustració de 1893 de Sidney Paget al Strand Magazine

En un vespre d'estiu, mentre es dedica a una conversa sense rumb que ha arribat al tema dels atributs hereditaris, el doctor Watson s'assabenta que Sherlock Holmes, lluny de ser un únic en els seus poders d'observació i raonament deductiu, de fet té un germà més gran les habilitats del qual, o això afirma Holmes, superen fins i tot les seves. Com a conseqüència d'això, Watson descobreix el Club Diògenes i el germà del seu amic, Mycroft.
Mycroft, segons va saber Watson, no té l'energia del seu germà petit i, com a conseqüència, és incapaç d'utilitzar les seves grans habilitats per a la feina de detectiu:
| « | Si l'art del detectiu comencés i acabés en raonar des d'una butaca, el meu germà seria l'agent criminal més gran que hagi viscut mai. Però no té ambició ni energia. Ni tan sols farà el possible per verificar la seva pròpia solució, i preferiria ser considerat equivocat que prendre's la molèstia de demostrar la raó. | » |

Malgrat la seva inèrcia, el Holmes gran sovint ha donat la resposta correcta a un problema que Sherlock li ha portat. En aquesta ocasió, però, és Mycroft qui ha de consultar en Sherlock. El Sr. Melas, intèrpret grec i veí de Mycroft, explica una experiència força inquietant per la qual ha passat recentment.
Melas va ser cridat una nit per un home anomenat Harold Latimer per anar a una casa, suposadament a Kensington, per traduir un assumpte comercial. De camí cap allà al cotxe de Latimer, Melas es va adonar que les finestres estaven empaperades perquè no pogués veure on era. Latimer també va produir una maça, posant-la al seu costat com una amenaça implícita. Melas va protestar dient que el que estava fent Latimer era il·legal. El segrestador va respondre que ho compensaria amb Melas, però també el va amenaçar amb una retribució no especificada si mai es fes públic el negoci de la nit.
Van conduir durant aproximadament dues hores i finalment van arribar a una casa. Era fosc, i Melas només va tenir una impressió general d'una gran propietat quan el van fer sortir de l'autocar i entrar a la casa. La casa en si estava mal il·luminada, però Melas va veure que era bastant gran. A l'habitació a la qual va ser conduït per Latimer i un altre cavaller nerviós i rient —el nom del qual es descobreix que és Wilson Kemp—, Melas va notar una catifa de pila profunda, una manta alta de marbre i un vestit d'armadura japonesa.
Un altre home va entrar a l'habitació. Era prim i demacrat i tenia guix enganxat per tota la cara i un embenat que segellava la seva boca. Melas va saber aleshores que les coses no anaven bé. Melas va ser prou astut per observar que els seus segrestadors eren completament ignorants de grec, i ho va utilitzar per trobar informació. Mentre que Latimer i el seu company rialler van fer que Melas traduís les exigències que aquest home signés alguns papers, Melas va afegir les seves pròpies preguntes curtes al diàleg. L'home no només va respondre a Latimer que mai signaria aquests papers, sinó que també va respondre a Melas que es deia Kratides, que feia tres setmanes que estava a Londres, que no tenia ni idea de quina casa era i que els seus captors a casa el mataven de gana. Va escriure totes les seves respostes, sense poder parlar a través del guix.
També es podria inferir molt de les respostes de Kratides a Latimer. Evidentment, Latimer estava intentant coaccionar Kratides perquè li cedís propietats, i també hi havia una dona implicada. Latimer havia advertit a Kratides que la seva obstinació no li faria cap bé.
Melas hauria extret tota la història d'aquest desconegut si la dona mateixa no hagués irromput de manera inesperada, però fins i tot aquell esdeveniment va proporcionar nova informació. Ella va reconèixer a Kratides com "Paul", i després va aconseguir treure l'embenat de la seva boca i la va cridar "Sophy". Tots dos es van comportar com si cap esperava veure l'altre.
Melas va ser introduït de nou al cotxe per a un altre viatge interminable i va ser dipositat lluny de casa seva a Wandsworth Common. Va arribar a Clapham Junction just a temps per a l'últim tren cap a Victoria. Ara ha presentat la seva història al Club Diògenes a Mycroft, que li demana al seu germà Sherlock que la revisi.

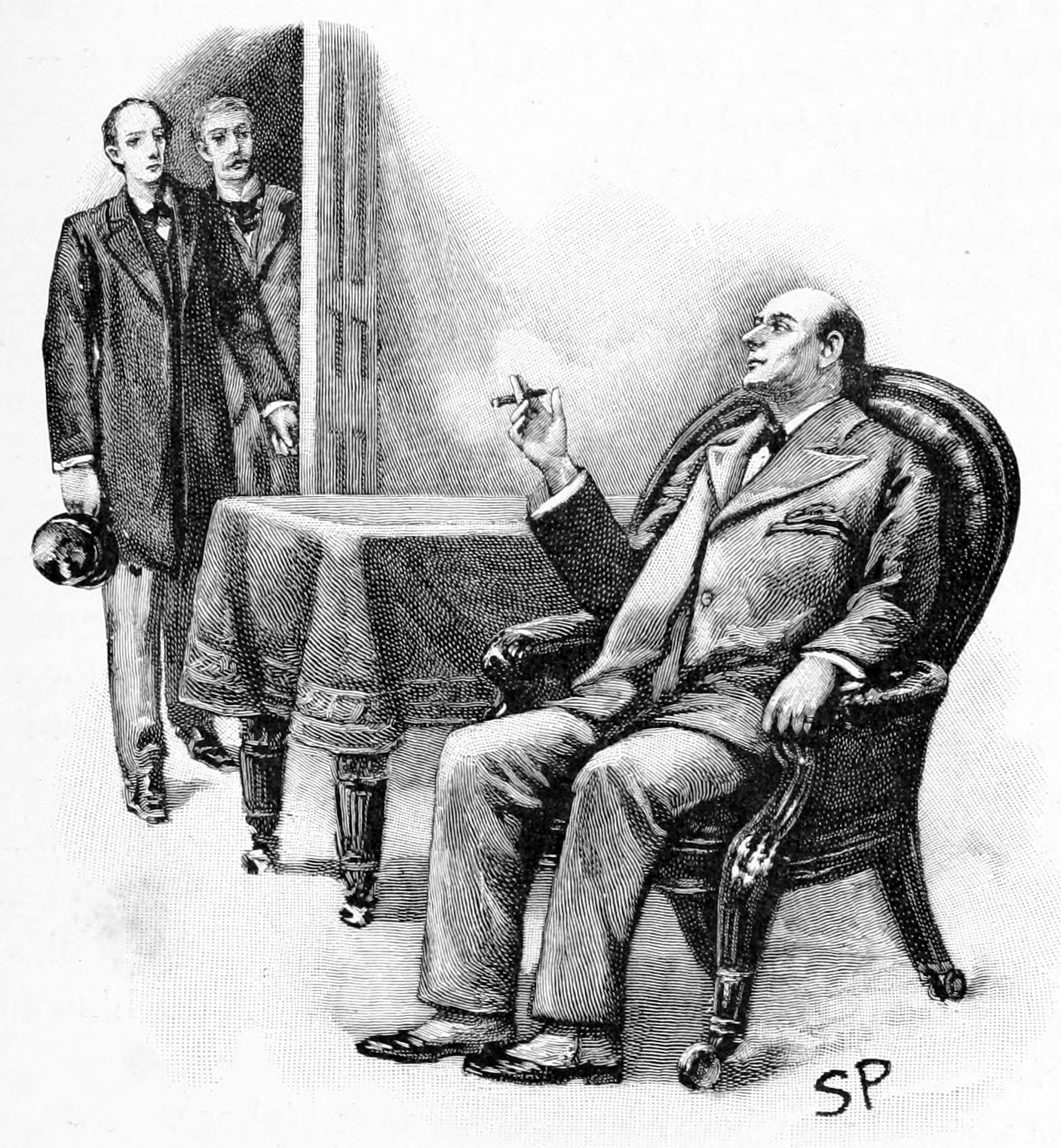
Sherlock Holmes, Dr. Watson i Mycroft Holmes al 221B de Baker Street, il·lustració de 1893 de Sidney Paget

Ja s'ha col·locat un anunci demanant informació al públic. Dona un resultat. Un senyor Davenport coneix la dona en qüestió, i actualment resideix a The Myrtles, una casa de Beckenham. Sherlock Holmes i el seu germà Mycroft, que van rebre el missatge de Davenport, decideixen que han d'anar a Beckenham per veure-ho. Watson també ve, i decideixen recollir l'inspector Gregson i Melas també per si cal fer alguna traducció. No obstant això, descobreixen que ja l'ha recollit un home nerviós i rialler que brandia una maça. Holmes sap que això significa problemes. Evidentment, els matons saben que Melas els ha traït.
Després que s'han completat els procediments legals necessaris per obtenir una ordre d'escorcoll, el grup es dirigeix a Beckenham només per descobrir que la casa, que de fet resulta ser com ha descrit Melas, ha estat abandonada. Les petjadesindiquen que recentment un cotxe completament carregat ha sortit de la unitat. En irrompre, descobreixen que Melas i Kratides estan lligats en una habitació tancada on s'ha encès una mica de carbó per asfixiar-los a ells dos: Melas es recupera gràcies a la intervenció oportuna de Watson, però Kratides ja és mort.
Pel que sembla, Kratides mai va signar cap document. Resulta que els amics de la Sophy van contactar amb Kratides, que era el germà de la Sophy, a Grècia per explicar-li el que pensaven que era una mala situació per a ella amb Latimer. Després va arribar a Anglaterra i va acabar en poder de Latimer. Latimer va intentar forçar Kratides a signar la propietat de la seva germana, però es va negar absolutament.
Tot el que es torna a sentir dels matons Latimer i Kemp és una notícia d'Hongria que descriu la mort de "dos anglesos que havien estat viatjant amb una dona". L'informe oficial atribueix la seva mort a una baralla entre ells dos; tanmateix, Watson assenyala per acabar que Holmes creu que Sophy va venjar l'abús de Kratides i d'ella mateixa apunyalant tant a Latimer com a Kemp.

## Historial de publicacions
"L'intèrpret grec" es va publicar per primera vegada al Regne Unit a The Strand Magazine el setembre de 1893, i als Estats Units a Harper's Weekly (sota el títol "The Greek Interpreter") el 16 de setembre de 1893. També va ser publicat a l'edició nord-americana de The Strand Magazine l'octubre de 1893. La història va ser publicada amb vuit il·lustracions de Sidney Paget a the Strand, i amb dues il·lustracions de W.H. Hyde a Harper's Weekly. Va ser inclòs a 'Les memòries de Sherlock Holmes, que es va publicar el desembre de 1893 al Regne Unit i el febrer de 1894 als Estats Units.

## Adaptacions

### Cinema i televisió
La història va ser adaptada com a curtmetratge mut de 1922 com a part de la sèrie de pel·lícules Stoll. Va protagonitzar-la Eille Norwood com Holmes i Hubert Willis com Watson, i va comptar amb J. R. Tozer com Harold Latimer i Robert Vallis com Wilson Kemp.
La història va ser adaptada per a lasèrie de la BBC de 1968 amb Peter Cushing. Ara l'episodi està perdut.
El tercer episodi de Les aventures de Sherlock Holmes i del doctor Watson es basa en "L'aventura de Charles Augustus Milverton", però el començament té una trobada entre els herois i Mycroft, amb l'escena adaptada de la història. El fabricant de billar que analitzen a través de la finestra resulta, desconegut per a ells, ser l'informador de Milverton i el secuaç de Moriarty.
La història va ser adaptada per a televisió l'any 1985 com a part de la sèrie Les aventures de Sherlock Holmes, protagonitzada per Jeremy Brett com Holmes, David Burke com el Dr. Watson i Charles Gray com Mycroft Holmes. L'episodi és en gran part fidel al relat breu original, però es fan certs canvis; en particular, Kratides finalment es veu obligat a signar el document i el final es modifica perquè Holmes, Watson i Mycroft s'enfrontin als dolents a bord d'un tren mentre intenten escapar a Grècia, durant el qual Latimer és assassinat mentre intenta escapar i tots dos. Kemp i Sophia són detinguts.
"L'art a la sang, Watson. És susceptible de prendre les formes més estranyes". Sherlock Holmes li aclareix al doctor Joan Watson al primer episodi de la segona temporada de la sèrie de televisió CBS Elementary, que fa referència a l'afirmació de la història, que "l'art a la sang és susceptible de prendre les formes més estranyes". "L'art a la sang", el vint-i-tercer episodi de la segona temporada de Elementary', que porta el nom d'una al·lusió d'aquesta història, actualitza molts elements de la història original a l'època contemporània. En l'episodi 24, Sherlock descriu Mycroft com un home que "no té ambició ni energia" i "preferiria ser considerat equivocat que prendre's la molèstia per demostrar la raó", que es cita directament de la història.
A l'episodi de Sherlock del 2012 "A Scandal in Belgravia", es veu a Watson escrivint una història al seu bloc titulada "The Geek Interpreter". A l'episodi del 2014 "The Empty Cose", Sherlock i el seu germà Mycroft tenen una competència casual per analitzar un cert barret de punt, una referència a la discussió d'aquest relat breu sobre l'anàlisi d'un home que veuen al carrer a través de la finestra del club Diògenes. A l'especial del 2015, The Abominable Bride, també es fa referència a un senyor Melas que espera veure a Mycroft després d'haver parlat d'un cas amb el seu germà i el doctor Watson.
En el setè episodi de la sèrie de televisió de titelles de la NHK Sherlock Holmes, Sherman, una alumna de l'escola Beeton que pot comunicar-se amb animals és segrestada. Se li obliga a interpretar el llenguatge del gos per trobar un os de neandertal robat d'un laboratori i endut per un gos, però no se'n troba cap pista. Holmes decideix resoldre el cas amb l'ajuda del seu germà gran Mycroft i el visita al Club Diògenes a la casa de Dealer on viu. Tot i que Holmes està allunyat de Mycroft, els germans i Watson descobreixen l'os i descobreixen que es tracta de Wilson Kemp, un alumne que viu a la casa de Dealer el va robar, però Mycroft intenta silenciar la veritat.

### Ràdio
Una adaptació radiofònica de "L'intèrpret grec", dramatitzada per Edith Meiser, es va emetre el 26 de gener de 1931 a la sèrie de ràdio nord-americana  The Adventures of Sherlock Holmes, protagonitzada per Richard Gordon com Sherlock Holmes i Leigh Lovell com el Dr. Watson.
Edith Meiser també va adaptar la història com a episodi de la sèrie de ràdio nord-americana The New Adventures of Sherlock Holmes, amb Basil Rathbone com a Holmes i Nigel Bruce com a Watson, que es va emetre el 15 de gener de 1940. Un altre episodi de la mateixa sèrie que va ser adaptació de la història emesa el juliol de 1943.
Michael Hardwick va adaptar la història com una adaptació de ràdio que es va emetre al BBC Light Programme l'abril de 1960, com a part de la sèrie de ràdio 1952-1969 protagonitzada per Carleton Hobbs com Holmes i Norman Shelley com Watson, amb Jeffrey Segal com Melas i Michael Turner com a inspector Gregson.
"L'intèrpret grec" va ser dramatitzat per la BBC Radio 4 el 1992 per Gerry Jones com a part de la sèrie de ràdio 1989–1998 protagonitzada per Clive Merrison com Holmes i Michael Williams com Watson. Va comptar amb Peter Polycarpou com Melas i Gordon Reid com l'home que riu.
La història va ser adaptada com a episodi de 2010 de The Classic Adventures of Sherlock Holmes, una sèrie del programa de ràdio nord-americà Imagination Theatre, protagonitzada per John Patrick Lowrie com Holmes i Lawrence Albert com Watson.